# Anthalma latifasciata
Anthalma latifasciata är en fjärilsart som beskrevs av W. Warren 1901. Anthalma latifasciata ingår i släktet Anthalma och familjen mätare. Inga underarter finns listade i Catalogue of Life.